# Kavad II.
Kavad II. (Široje) (غباد Ghobād ɢoˈbɔːd}) je bio Veliki kralj Perzije iz dinastije Sasanida u godini 628.
Široje je bio sin Hozroja II. (590. – 628.) i njegove prve žene Marije za koju neki izvori kažu da je bila kći bizantskoga cara Maurikija što je međutim malo vjerojatno. Njegov otac je međutim pod utjecajem svoje druge žene Širinza svoga nasljednika htio odrediti Merdanšaha, sina kojeg je imao s njom. Nakon poraza Perzije u ratu protiv Bizanta Široje je početkom 628. svrgnuo oca i dao ga pogubiti u zatvoru te sam zavladao kao Kavad II.  Nakon toga dao je ubiti svoga polubrata Merdanšaha i svu Širininu djecu te započeo mirovne pregovore s Bizantom.  
Kavad Široje umro je međutim već u rujnu iste godine. Bilo je glasina da ga je dala otrovati Širin. Perzija je nakon njegove smrti pala u unutranje nemire, donekle se stabilizirala u doba Jezdegerda III da bi ju zatim vrlo brzo osvojili Arapi. 